# أوريولة

شعار البلدية

أُورِيُولَة (بالإسبانية: Orihuela)‏, هي بلدية تقع في مقاطعة لقنت. جنوب شرق إسبانيا. يبلغ عدد سكانها 77.979 نسمة.
وكانت في عصر الأندلس الإسلامية مسكن لقبائل هذيل قال شكيب أرسلان.
| أوريولة | وكان في أريولة من بني هذيل بن مدركة بن الياس بن مُضر | أوريولة |

## أعلام
- سالفا تشامورو
- آل ماثيوز
- هومبيرتو نونيز
- خوسي انتونيو غارسيا راباسكو
- خوان خوسيه مارتي
- ميجيل إيرنانديث
- بيرناردو رويث
- خوسيه إستيف خوان

## وصلات خارجية
- (بالإسبانية)